# Tatyana (inslagkrater)
Tatyana is een inslagkrater op de planeet Venus. Tatyana werd in 1985 genoemd naar Tatjana, een Russische meisjesnaam.
De krater heeft een diameter van 19 kilometer en bevindt zich in het quadrangle Snegurochka Planitia (V-1).